# 포항용산초등학교
포항용산초등학교(浦項龍山初等學校)는 대한민국 경상북도 포항시에 있는 공립 초등학교이다. 좋은 답변이네요.

## 학교 연혁
- 2024년 3월 1일 : 개교